# Мистер Кормен
«Мистер Кормен» (англ. Mr. Corman) — американский трагикомический сериал Джозефа Гордон-Левитта с ним же в главной роли. Вышел на экраны в 2021 году, получил противоречивые отзывы критиков.

## Сюжет
Главный герой сериала — учитель начальных классов, который борется с паническими атаками и мечтает стать музыкантом. Он пытается устроить личную жизнь, но свидание с девушкой, встреченной в баре, заканчивается фиаско. При этом главный сюжетный конфликт сводится к поиску Корменом смысла существования.

## В ролях
- Джозеф Гордон-Левитт — Джош Кормен, учитель начальных классов
- Артуро Кастро — Виктор, друг Джоша, сосед по комнате
- Дебра Уингер — Рут Кормен, мать Джоша
- Logic — Дэкс, друг Джоша, инфлюэнсер
- Джуно Темпл — Меган, бывшая девушка Джоша, подруга детства Дэкса
- Люси Лоулесс — Шерил, мать Меган
- Хьюго Уивинг — Арти, отец Джоша
- Аманда Крю — мисс Перри-Геллер, коллега Джоша
- Эмили Тремейн — Линдси
- Джейми Чон — Эмили

## Эпизоды
| №  | Название                                                   | Режиссёр             | Автор сценария                          | Дата премьеры    |
| -- | ---------------------------------------------------------- | -------------------- | --------------------------------------- | ---------------- |
| 1  | «Good Luck» «Удачи»                                        | Джозеф Гордон-Левитт | Джозеф Гордон-Левитт                    | 6 августа 2021   |
| 2  | «Don’t Panic» «Без паники»                                 | Аврора Герреро       | Брюс Эрик Каплан                        | 6 августа 2021   |
| 3  | «Happy Birthday» «С Днём рождения»                         | Джозеф Гордон-Левитт | Брюс Эрик Каплан                        | 13 августа 2021  |
| 4  | «Mr. Morales» «Мистер Моралез»                             | Аврора Герреро       | Роя Гаштили и Джулия Лерман             | 20 августа 2021  |
| 5  | «Action Adventure» «Приключение»                           | Джозеф Гордон-Левитт | Роя Гаштили и Джулия Лерман             | 27 августа 2021  |
| 6  | «Funeral» «Похороны»                                       | Джозеф Гордон-Левитт | Роза Хандельман                         | 3 сентября 2021  |
| 7  | «Many Worlds» «Множество миров»                            | Джозеф Гордон-Левитт | Роза Хандельман                         | 10 сентября 2021 |
| 8  | «Hope You Feel Better» «Надеюсь, вы чувствуете себя лучше» | Джозеф Гордон-Левитт | Джозеф Гордон-Левитт                    | 17 сентября 2021 |
| 9  | «Mr. Corman» «Мистер Корман»                               | Джозеф Гордон-Левитт | Джозеф Гордон-Левитт                    | 24 сентября 2021 |
| 10 | «The Big Picture» «Общая картина»                          | Джозеф Гордон-Левитт | Джозеф Гордон-Левитт и Брюс Эрик Каплан | 31 сентября 2021 |

## Создание и оценки
Сериал был анонсирован в сентябре 2019 года. Съёмки начались весной 2020 года в Лос-Анджелесе. Через три недели их приостановили из-за пандемии, а позже перенесли в Новую Зеландию. Премьера состоялась 7 августа 2021 года на Apple TV+. В октябре того же года сериал был закрыт.
На сайте-агрегаторе отзывов Rotten Tomatoes сериал получил рейтинг 71 % со средней оценкой 6.2/10. Рецензенты с этого ресурса высоко оценили визуальные эффекты и санудтрек, но критически отозвались о главном герое. На сайте Metacritic средняя оценка составила 59 из 100. Западные критики в большинстве своём восприняли «Мистера Кормена» довольно прохладно как историю о «скучном белом парне с экзистенциальным кризисом». Для Алихана Исрапилова («Фильм.ру») это «один из самых креативных сериалов года и на удивление универсальная, жизненная и честная история о разочарованном в жизни интроверте». По мнению Натальи Серебряковой («Форбс»), «Мистер Кормен» «собрал все лучшее из предыдущей фильмографии» Гордон-Левитта и стал «манифестом поколения тех, кто больше ничего не хочет доказывать обществу и не пытается добиваться большего».